# یوثانیژیا
| بررسی انتقادی                    | بررسی انتقادی |
| منبع                             | رتبه‌بندی      |
| -------------------------------- | ------------- |
| آل‌میوزیک                         | [ ۱ ]         |
| Collector's Guide to Heavy Metal | ۸/۱۰          |
| انترتینمنت ویکلی                 | B−            |
| لس آنجلس تایمز                   | [ ۴ ]         |
| Metal Forces                     | ۷٫۵/۱۰        |
| کیو                              | [ ۶ ]         |
| راهنمای آلبوم رولینگ استون       | [ ۷ ]         |
| Sputnikmusic                     | [ ۸ ]         |

یوثانِیژیا (به انگلیسی: Youthanasia) ششمین آلبوم استودیویی گروه ترش متال آمریکایی مگادث است که در ۱ نوامبر ۱۹۹۴ از طریق کپیتال رکوردز  منتشر شد. واژه یوثه‌نیژیا ترکیبی خودساخته از دو واژه Youth (جوان) و Euthanasia (اتانازی) است و منظور از آن این است که جامعه در حال «کشتن دلسوزانه» نسل جوان خود است.
یوثانیژیا پس از انتشار نقدهای مثبتی دریافت کرد. این آلبوم از نظر تجاری موفق بود و به رتبهٔ چهارم جدول بیلبورد ۲۰۰ رسید و در سال ۱۹۹۵ برای فروش یک میلیون نسخهٔ رسمی در ایالات متحده گواهی‌نامه پلاتین دریافت کرد. نسخه ریمیکس و ریمستر این آلبوم شامل چندین قطعهٔ دیگر و یادداشت‌های خطی مفصل در ۲۷ ژوئیه ۲۰۰۴ دوباره منتشر شد.